# 24602 Mozzhorin
24602 Mozzhorin este un asteroid din centura principală de asteroizi.

## Descriere
24602 Mozzhorin este un asteroid din centura principală de asteroizi. A fost descoperit pe 3 octombrie 1972 la Observatorul de Astrofizică din Crimeea de Liudmila Juravliova. Asteroidul prezintă o orbită caracterizată de o semiaxă mare de 2,64 ua, o excentricitate de 0,27 și o înclinație de 4,4° în raport cu ecliptica.